# حسان بن مالك الكلبي
حسان بن مالك بن بحدل بن أنيف الكلبي. أو ابن بحدل. أبو سليمان. أمير من بادية الشام. شهد صفين مع معاوية بن أبي سفيان، وعمته ميسون بنت بحدل زوجة معاوية، وكان عاملاً له على فلسطين، وأخلص لبني أمية حتى النهاية، إذ كان في صف مروان بن الحكم في حربه ضد الضحاك بن قيس.
قال الذهبي في سير أعلام النبلاء: «سلم الناس على حسان بالخلافة أربعين ليلة، ثم سلموا الأمر لمروان». وذلك بعد الفراغ الذي سببّه تنحي معاوية بن يزيد عن الحكم.